# František Antonín z Königsegg-Rothenfelsu
František Antonín Josef Ignác Ludvík říšský hrabě z Königsegg-Rothenfelsu (německy Franz Anton Joseph Ignaz Ludwig Reichsgraf von Königsegg-Rothenfels, 16. května 1672 Vídeň – 31. května 1744 Praha) byl německý šlechtic, rytíř Maltézského řádu, diplomat a námořní důstojník. V letech 1738–144 byl velkopřevorem Maltézského řádu v Čechách.

## Životopis

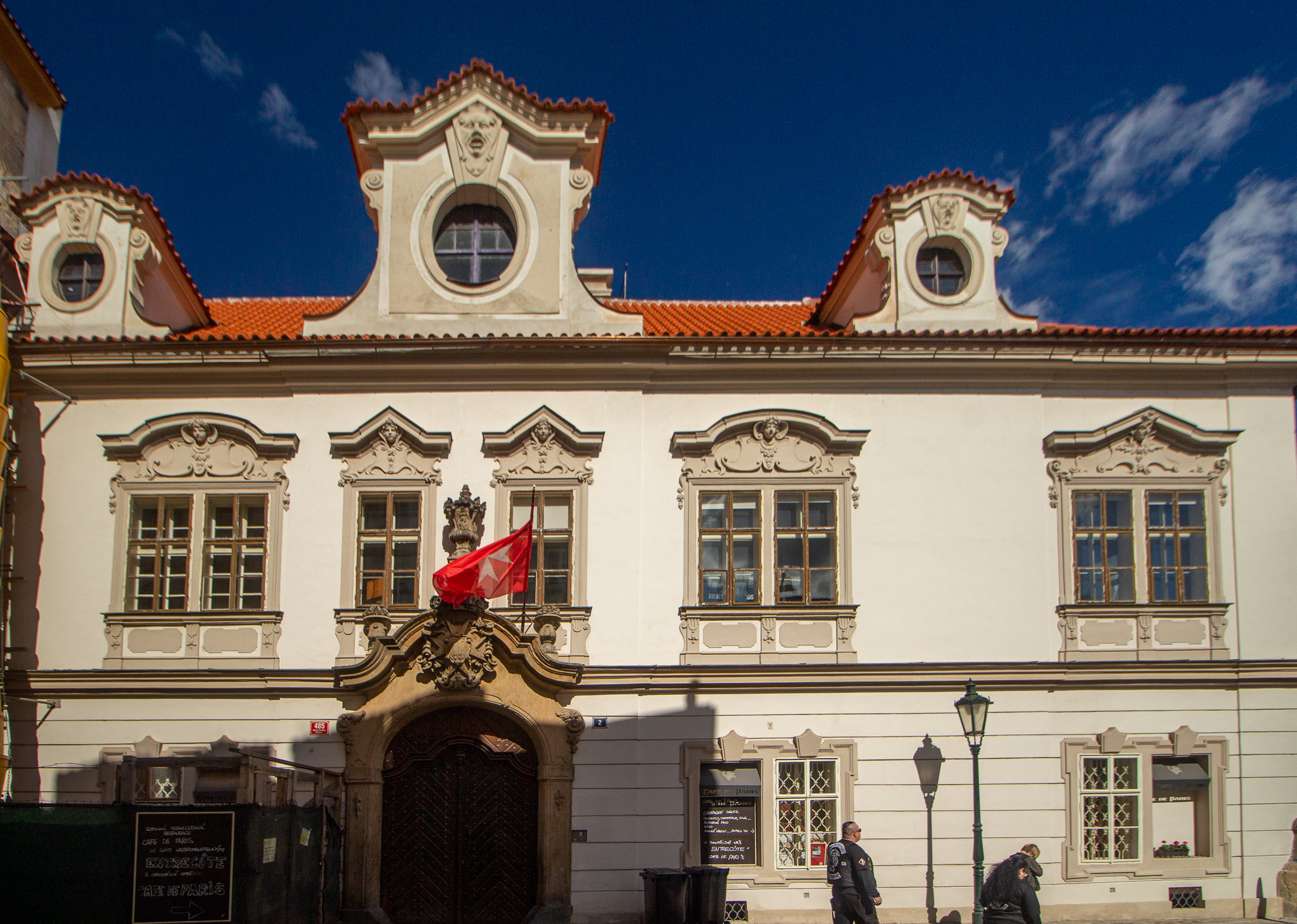
Velkopřevorský palác na Malé Straně v Praze

Pocházel ze starého šlechtického rodu Königseggů ze Švábska, patřil k linii Königsegg-Rothenfels, narodil se jako pátý syn říšského vicekancléře hraběte Leopolda Viléma z Königsegg-Rothenfelsu (1630–1694) a jeho manželky Marie Polyxeny ze Schärfenbergu. Již v mládí vstoupil do Maltézského řádu a v letech 1695–1697 se zúčastnil námořních bojů ve Středomoří jako velitel lodi Capitana, později v řádovém loďstvu dosáhl hodnosti admirála. Mezitím zastával řadu postů ve strukturách Maltézského řádu, mimo jiné jako komtur spravoval řádové komendy Dívčí Hrad (1702–1739) a Měcholupech (1716–1726). V letech 1717–1721 byl řádovým velkobailli v německých zemích a v letech 1726–1737 převorem pro Uherské království. Nakonec byl v letech 1738–1744 velkopřevorem Maltézského řádu pro České království a souběžně řádovým vyslancem u císařského dvora ve Vídni.

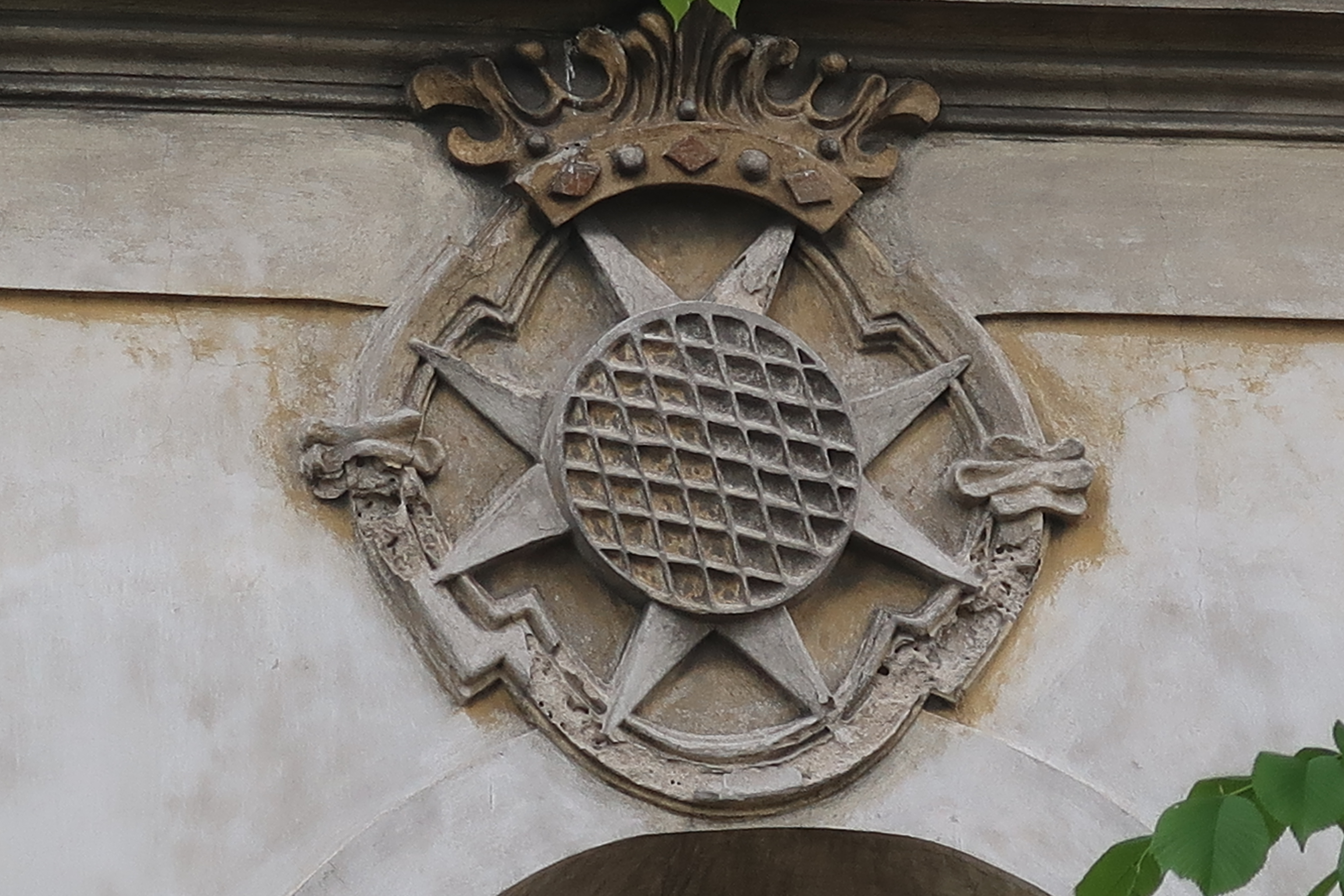
Erb Františka Antonína Königsegga na fasádě kostela sv. Václava ve Strakonicích

Z doby jeho působení v Čechách pochází dostavba poutního kostela v Radomyšli a barokní úprava kostela sv. Václava v Lomu (dnes součást Strakonic). V důsledku války o rakouské dědictví došlo k negativním dopadům na hospodaření Maltézského řádu v Čechách. Šlo především o náklady na ubytování vojáků ve Strakonicích a kontribuce ze strany francouzsko-bavorské armády. V důsledku vratislavského míru ztratil Maltézský řád svá území ve Slezskuu, která připadla Pruskému království (s výjimkou komend v Opavě a Dívčím Hradu).
Zemřel 31. května 1744 ve Velkopřevorském paláci na Malé Straně a byl pohřben v kostele Panny Marie pod řetězem, kde je dodnes dochován jeho náhrobek. Jeho erb je k vidění také v Měcholupech na kapli sv. Apoleny nebo na západním štítu kostela sv. Václava ve Strakonicích, který sloužil jako hrobka maltézských rytířů.
Jeho nejstarší bratr Hugo František (1660–1720) byl biskupem v Litoměřicích (1711–1720), další z bratrů Zikmund Vilém (1663–1709) působil v diplomatických službách Habsburků a v letech 1691–1697 byl vyslancem v Dánsku. Mladší bratr Josef Lothar (1673–1751) se uplatnil také v diplomacii, v císařské armádě dosáhl hodnosti polního maršála a byl prezidentem Dvorské válečné rady.